# Medico per forza (film 1931)
Medico per forza è un film del 1931 diretto da Carlo Campogalliani.

## Trama

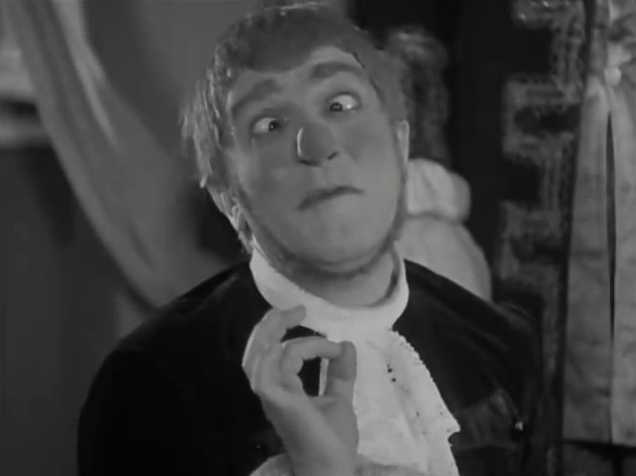
Petrolini in una scena del film

Sganarello è costretto dalla moglie a farsi passare per medico. Quando viene convocato da un ricco signore la cui figlia è affetta da una misteriosa malattia, Sganarello intuisce che la ragazza è soltanto innamorata. Con uno stratagemma fa entrare nella casa lo spasimante della ragazza, fingendo che si tratti del farmacista, e riesce così a farla "guarire".

## Produzione
Girato dalla Cines su copione di Campogalliani e dello stesso Ettore Petrolini, che si ispirò liberamente a Le médicin malgré lui di Molière che aveva già portato sulle scene teatrali, il film è un mediometraggio e come tale fu proiettato nelle sale in abbinamento a Cortile, un altro breve film da lui interpretato. La pellicola ottenne il visto censura n. 26237 del 31 gennaio 1931.

## Critica
(Filippo Sacchi sul Corriere della Sera del 29 gennaio 1931)
(Anonimo sul Messaggero del 31 gennaio 1931)
(Francesco Bernardelli su La Stampa del 29 gennaio 1931)

## Conservazione
Non esiste una copia completa del film. Ne rimangono solo 22 minuti, montati all'interno dell'antologia Petrolini (1949) a cura di O.G. Caramazza.